# 衣笠駅
衣笠駅（きぬがさえき）は、神奈川県横須賀市衣笠栄町二丁目にある、東日本旅客鉄道（JR東日本）横須賀線の駅である。駅番号はJO 02。

## 歴史
- 1944年（昭和19年）
  - 4月1日：運輸通信省横須賀線の駅として開業。開業時は荷物貨物の扱いはなし[4]。
  - 10月15日：手荷物と小荷物の扱い、貨物の配達を開始[5]。
- 1961年（昭和36年）2月1日：貨物取扱が廃止[1]。
- 1980年（昭和55年）7月1日：荷物扱い廃止[1]。
- 1987年（昭和62年）4月1日：国鉄分割民営化により、JR東日本の駅となる[1]。
- 1993年（平成5年）8月5日：自動改札機を設置し、供用開始[6]。
- 2001年（平成13年）
  - 11月18日：ICカード「Suica」運用開始。
  - 12月1日：ダイヤ改正により湘南新宿ラインの運行開始。
- 2004年（平成16年）10月16日：ダイヤ改正により、横須賀線内発着の湘南新宿ラインは逗子駅、大船駅のみに変更となる。これにより、横須賀、久里浜発着の湘南新宿ラインが廃止となる。
- 2009年（平成21年）3月11日：エレベーター設置。
- 2015年（平成27年）
  - 2月13日：みどりの窓口の営業を終了。早朝無人化。
  - 3月頃：屋根の延長が完成しほぼホーム全体がかかるようになる。

## 駅構造
島式ホーム1面2線を有する地上駅。駅舎とホームは地下通路で結ばれている。駅構内には、最長11両編成の列車が停車する。
横浜統括センター（逗子駅）管理の業務委託駅（JR東日本ステーションサービスが受諾）。お客さまサポートコールシステムが導入されており、早朝および夜間の一部時間帯は遠隔対応のため改札係員は不在となる。えきねっと対応の指定席券売機・交通系ICカード対応自動改札機・Suicaグリーン券自動券売機が設置されている。また、駅構内の改札外ではコンビニエンスストア（NewDays）が営業している。
バリアフリー設備として、車いす対応トイレ・点字運賃表・エレベーターがある。かつては、みどりの窓口があった。

### のりば
| 番線 | 路線                   | 方向 | 行先                 |
| ---- | ---------------------- | ---- | -------------------- |
| 1    | 横須賀線               | 下り | 久里浜方面           |
| 2    | 横須賀・総武線（快速） | 上り | 横浜・東京・千葉方面 |

（出典：JR東日本:駅構内図）

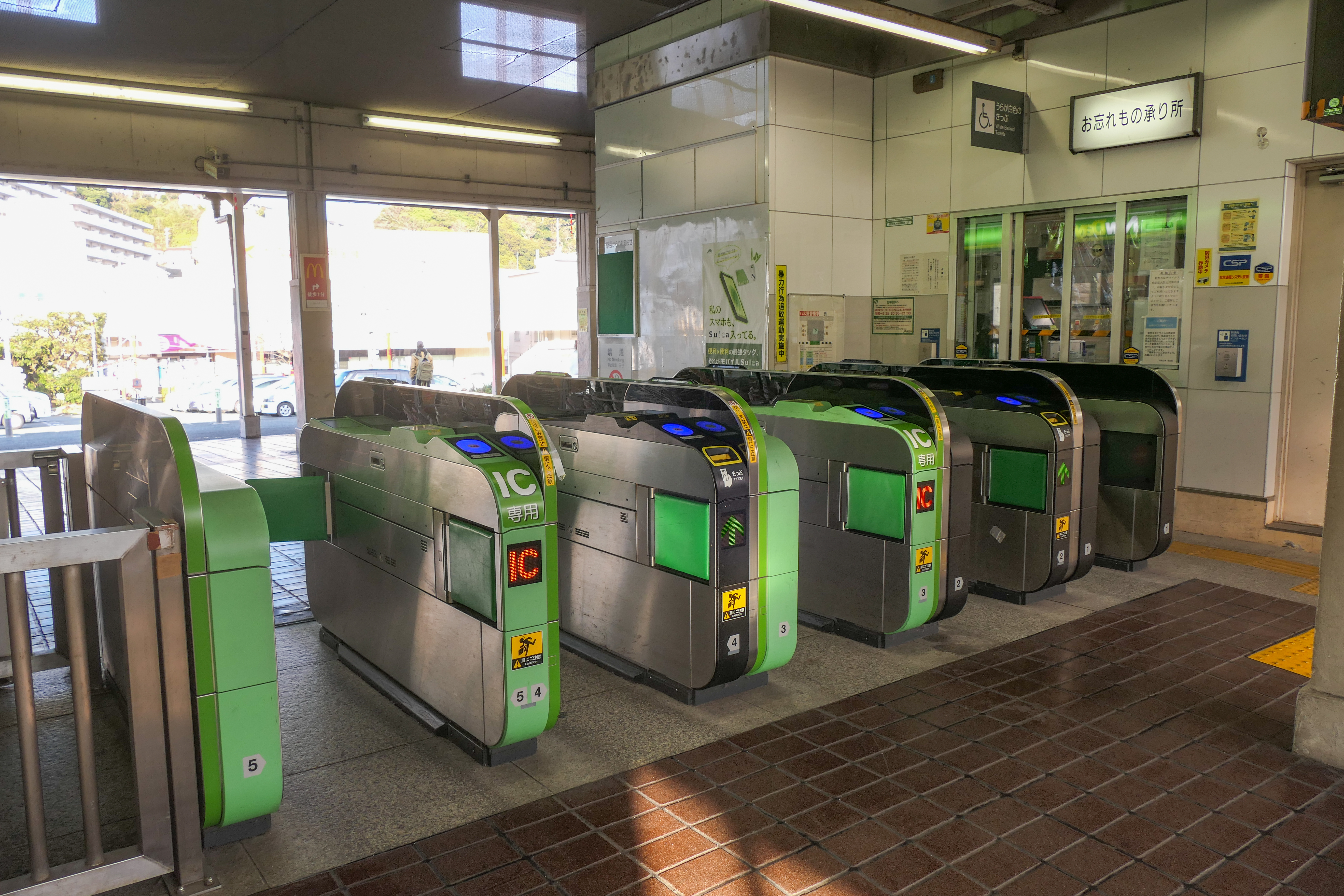
改札口（2023年1月）
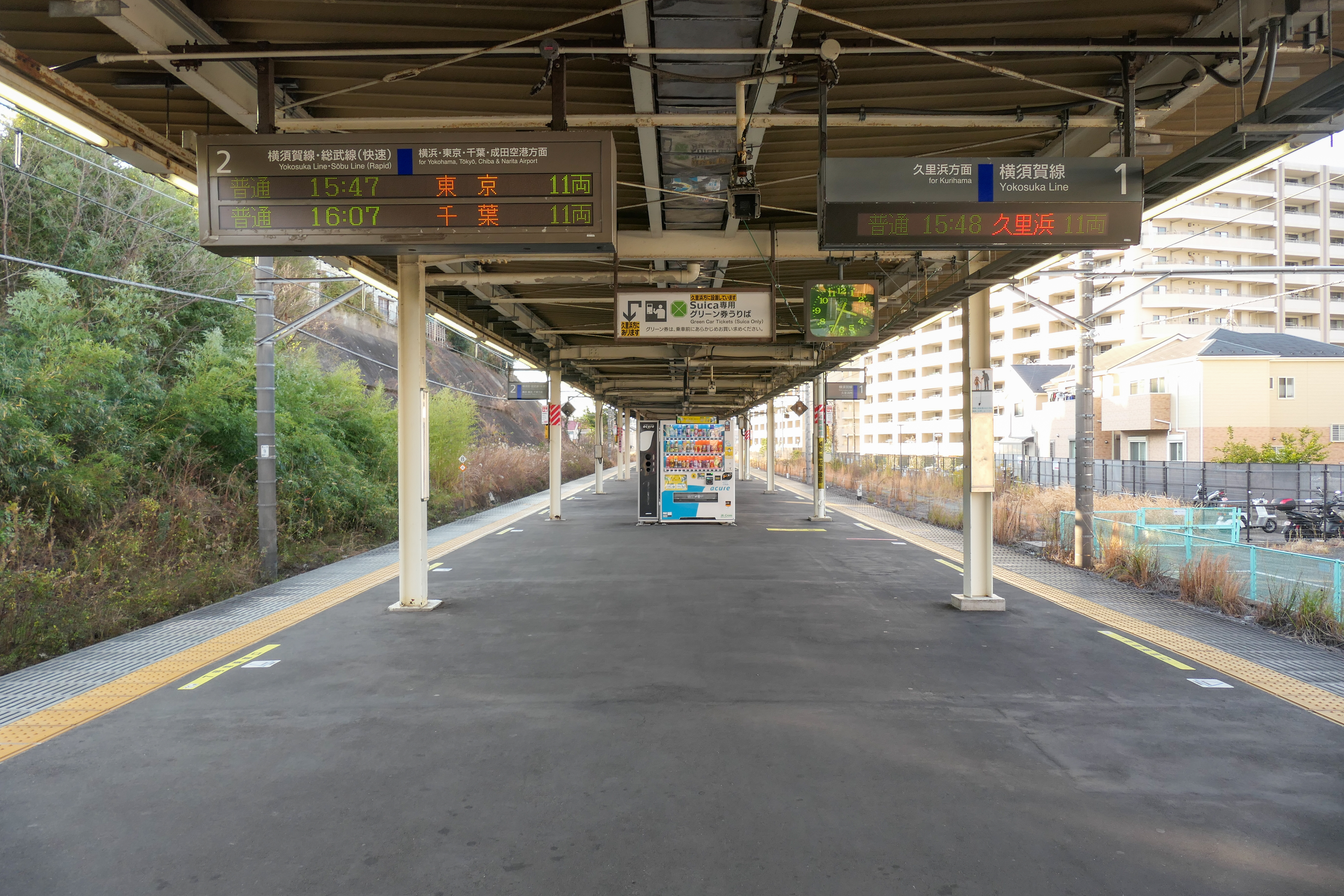
ホーム（2023年1月）

## 利用状況
2023年度（令和5年度）の1日平均乗車人員は7,405人である。
1995年度（平成7年度）以降の推移は下記の通り。
| 年度               | 1日平均 乗車人員 | 出典     |
| ------------------ | ---------------- | -------- |
| 1995年（平成07年） | 11,558           | [ * 1 ]  |
| 1998年（平成10年） | 10,786           | [ * 2 ]  |
| 1999年（平成11年） | 10,546           | [ * 3 ]  |
| 2000年（平成12年） | 10,219           | [ * 3 ]  |
| 2001年（平成13年） | 10,066           | [ * 4 ]  |
| 2002年（平成14年） | 9,971            | [ * 5 ]  |
| 2003年（平成15年） | 9,782            | [ * 6 ]  |
| 2004年（平成16年） | 9,415            | [ * 7 ]  |
| 2005年（平成17年） | 9,245            | [ * 8 ]  |
| 2006年（平成18年） | 9,182            | [ * 9 ]  |
| 2007年（平成19年） | 9,185            | [ * 10 ] |
| 2008年（平成20年） | 9,326            | [ * 11 ] |
| 2009年（平成21年） | 9,166            | [ * 12 ] |
| 2010年（平成22年） | 9,087            | [ * 13 ] |
| 2011年（平成23年） | 9,100            | [ * 14 ] |
| 2012年（平成24年） | 9,146            | [ * 15 ] |
| 2013年（平成25年） | 9,155            | [ * 16 ] |
| 2014年（平成26年） | 8,807            | [ * 17 ] |
| 2015年（平成27年） | 8,874            | [ * 18 ] |
| 2016年（平成28年） | 8,757            | [ * 19 ] |
| 2017年（平成29年） | 8,656            |          |
| 2018年（平成30年） | 8,568            |          |
| 2019年（令和元年） | 8,369            |          |
| 2020年（令和02年） | 6,475            |          |
| 2021年（令和03年） | 6,874            |          |
| 2022年（令和04年） | 7,155            |          |
| 2023年（令和05年） | 7,405            |          |

## 駅周辺

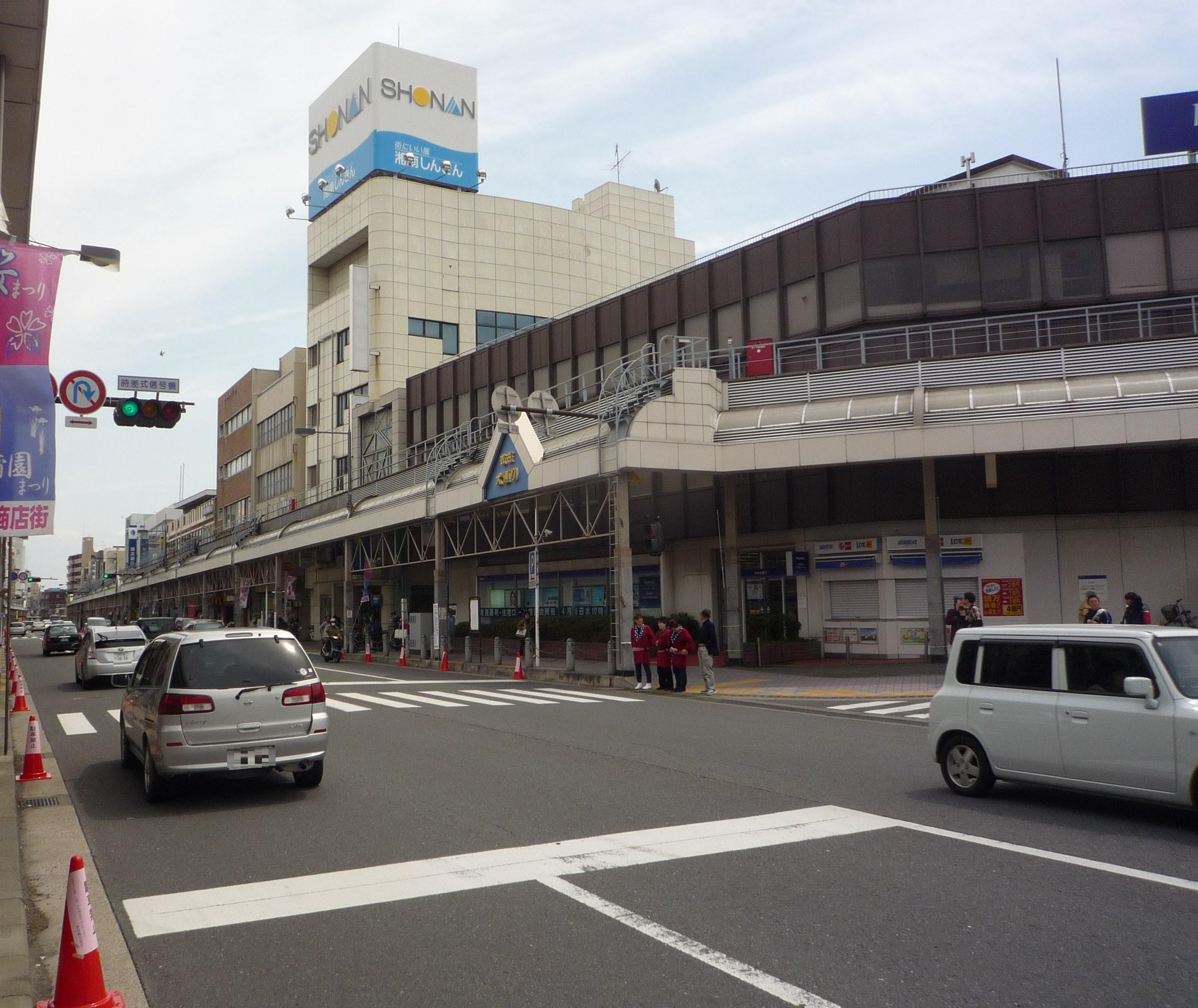
衣笠商店街（大通り）

駅の前を神奈川県道27号横須賀葉山線が通り、その周囲に商店が密集している。近年は駅付近にマンションが数多く建てられている。
名所・旧跡・余暇施設など
- 衣笠山公園
- 衣笠城址
- 横須賀しょうぶ園
- 阿部倉温泉
- 佐野天然温泉
- カスヤの森現代美術館[9]

公共施設など
- 衣笠行政センター - 横須賀市が設置。
- 横須賀市はまゆう会館 - 多目的ホール。
- 京浜急行バス衣笠営業所
- 社会福祉法人日本医療伝道会 衣笠病院

学校
- 神奈川県立横須賀高等学校
- 三浦学苑高等学校（私立）
- 横須賀市立衣笠中学校
- 横須賀市立池上中学校
- 横須賀市立衣笠小学校
- 横須賀市立池上小学校
- 横須賀市立城北小学校

商業
- 衣笠商店街

金融機関
- みずほ銀行衣笠支店
- 横浜銀行衣笠支店
- 湘南信用金庫衣笠支店
- かながわ信用金庫栄町支店
- JAよこすか葉山衣笠支店

## バス路線

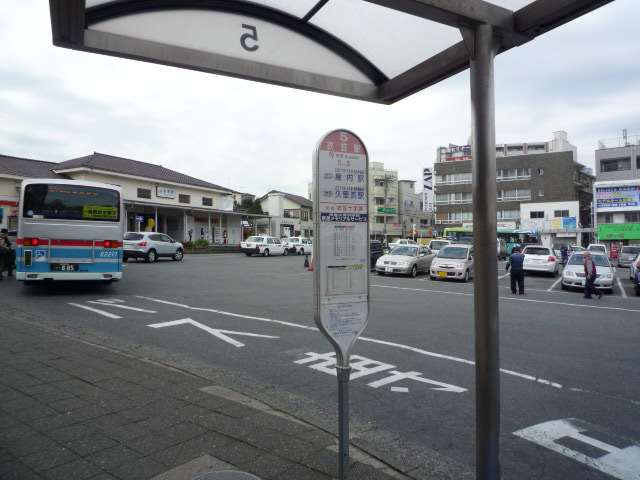
バスターミナル（5番乗り場から駅舎方面を見る。2010年3月撮影）

横須賀市内の駅としては他の鉄道駅から離れた場所に立地していることもあり、多くの路線バスが集まる。
県道27号線（衣笠通り）に面してバスターミナルが設けられており、京浜急行バスが発着している。かつてはバスの待機場も併設されていたが、現在は移転しており、跡地は有料駐車場となっている。発着する路線の詳細は京浜急行バス衣笠営業所・京浜急行バス逗子営業所を参照。
| のりば | 運行事業者   | 系統・行先                                         |
| ------ | ------------ | -------------------------------------------------- |
| 1      | 京浜急行バス | 須18：横須賀駅                                     |
| 2      | 京浜急行バス | - 須10：横須賀駅 - 汐10：汐入駅 - 衣19：安浦二丁目 |
| 3      | 京浜急行バス | - 逗15・逗25：逗子駅 - 衣25：しょうぶ園方面        |
| 4      | 京浜急行バス | 須1：横須賀駅                                      |
| 5      | 京浜急行バス | - 衣30：堀内駅 - 衣35：JR久里浜駅                  |

## 京急武山線
- 実現しなかったが、戦時中に京濱電気鉄道（現在の京浜急行電鉄）が軍の指示で衣笠～横須賀市林地区に至る鉄道路線を計画していた。詳しくは京急武山線を参照されたい。

## 隣の駅
東日本旅客鉄道（JR東日本）
 横須賀線
横須賀駅 (JO 03) - 衣笠駅 (JO 02) - 久里浜駅 (JO 01)
1945年の終戦直前に当たる一時期のみ、横須賀～衣笠間に相模金谷仮乗降場という海軍工廠通勤客のための専用停車場が設けられていたことがあった。

### 記事本文
1. 1 2 3 4  石野哲 編『停車場変遷大事典 国鉄・JR編』 II（初版）、JTB、1998年10月1日、81頁。ISBN 978-4-533-02980-6。
2. 1 2  “事業エリアマップ” (PDF).   JR東日本ステーションサービス. 2021年9月14日閲覧。
3. 1 2  “駅の情報（衣笠駅）：JR東日本”.   東日本旅客鉄道. 2023年10月22日時点のオリジナルよりアーカイブ。2023年10月22日閲覧。
4. ↑  昭和19年3月28日付官報（第5159号） 運輸通信省告示第百十三号
5. ↑  昭和19年10月13日付官報（第5326号） 運輸通信省告示第五百十七号
6. ↑  「JR年表」『JR気動車客車編成表 '94年版』ジェー・アール・アール、1994年7月1日、186頁。ISBN 4-88283-115-5。
7. ↑  神奈川県県勢要覧
8. ↑  横須賀市統計書 - 横須賀市
9. ↑  カスヤの森現代美術館
10. ↑  “衣笠駅 のりば案内”.   京浜急行バス. 2019年12月29日閲覧。

### 利用状況
JR東日本の2000年度以降の乗車人員
1. ↑  各駅の乗車人員（2000年度） - JR東日本
2. ↑  各駅の乗車人員（2001年度） - JR東日本
3. ↑  各駅の乗車人員（2002年度） - JR東日本
4. ↑  各駅の乗車人員（2003年度） - JR東日本
5. ↑  各駅の乗車人員（2004年度） - JR東日本
6. ↑  各駅の乗車人員（2005年度） - JR東日本
7. ↑  各駅の乗車人員（2006年度） - JR東日本
8. ↑  各駅の乗車人員（2007年度） - JR東日本
9. ↑  各駅の乗車人員（2008年度） - JR東日本
10. ↑  各駅の乗車人員（2009年度） - JR東日本
11. ↑  各駅の乗車人員（2010年度） - JR東日本
12. ↑  各駅の乗車人員（2011年度） - JR東日本
13. ↑  各駅の乗車人員（2012年度） - JR東日本
14. ↑  各駅の乗車人員（2013年度） - JR東日本
15. ↑  各駅の乗車人員（2014年度） - JR東日本
16. ↑  各駅の乗車人員（2015年度） - JR東日本
17. ↑  各駅の乗車人員（2016年度） - JR東日本
18. ↑  各駅の乗車人員（2017年度） - JR東日本
19. ↑  各駅の乗車人員（2018年度） - JR東日本
20. ↑  各駅の乗車人員（2019年度） - JR東日本
21. ↑  各駅の乗車人員（2020年度） - JR東日本
22. ↑  各駅の乗車人員（2021年度） - JR東日本
23. ↑  各駅の乗車人員（2022年度） - JR東日本
24. ↑  各駅の乗車人員（2023年度） - JR東日本

神奈川県県勢要覧
1. ↑  線区別駅別乗車人員（1日平均）の推移 (PDF)  - 17ページ
2. ↑  神奈川県県勢要覧（平成12年度）- 220ページ
3. 1 2  神奈川県県勢要覧（平成13年度） (PDF)  - 222ページ
4. ↑  神奈川県県勢要覧（平成14年度） (PDF)  - 220ページ
5. ↑  神奈川県県勢要覧（平成15年度） (PDF)  - 220ページ
6. ↑  神奈川県県勢要覧（平成16年度） (PDF)  - 220ページ
7. ↑  神奈川県県勢要覧（平成17年度） (PDF)  - 222ページ
8. ↑  神奈川県県勢要覧（平成18年度） (PDF)  - 222ページ
9. ↑  神奈川県県勢要覧（平成19年度） (PDF)  - 224ページ
10. ↑  神奈川県県勢要覧（平成20年度） (PDF)  - 228ページ
11. ↑  神奈川県県勢要覧（平成21年度） (PDF)  - 238ページ
12. ↑  神奈川県県勢要覧（平成22年度） (PDF)  - 236ページ
13. ↑  神奈川県県勢要覧（平成23年度） (PDF)  - 236ページ
14. ↑  神奈川県県勢要覧（平成24年度） (PDF)  - 232ページ
15. ↑  神奈川県県勢要覧（平成25年度） (PDF)  - 234ページ
16. ↑  神奈川県県勢要覧（平成26年度） (PDF)  - 236ページ
17. ↑  神奈川県県勢要覧（平成27年度） (PDF)  - 236ページ
18. ↑  神奈川県県勢要覧（平成28年度） (PDF)  - 244ページ
19. ↑  神奈川県県勢要覧（平成29年度） (PDF)  - 236ページ